# 聯邦反壟斷局
俄罗斯联邦反垄断局（俄语：  Федеральная антимонопольная служба России, ФАС России) 是俄罗斯一個負責執行競爭法的中央行政机关，聯邦反壟斷局成立於2004年3月9日。此局的前身是1990年成立的反垄断政策和支持新经济结构国家委员会。 